# Lissonota macqueeni
Lissonota macqueeni là một loài tò vò trong họ Ichneumonidae.